# Liste der Biografien/Fuz
Liste der Biografien |
Portal Biografien |
Personensuche
# |
A |
B |
C |
D |
E |
F |
G |
H |
I |
J |
K |
L |
M |
N |
O |
P |
Q |
R |
S |
T |
U |
V |
W |
X |
Y |
Z |
?
 
Fa |
Fe |
Ff |
Fh |
Fi |
Fj |
Fk |
Fl |
Fm |
Fn |
Fo |
Fr |
Ft |
Fu |
Fy
 
Fua |
Fub |
Fuc |
Fud |
Fue |
Fuf |
Fug |
Fuh |
Fui |
Fuj |
Fuk |
Ful |
Fum |
Fun |
Fuo |
Fuq |
Fur |
Fus |
Fut |
Fuw |
Fux |
Fuy |
Fuz
Die Liste der Biografien führt alle Personen auf, die in der deutschsprachigen Wikipedia einen Artikel haben. Dieses ist eine Teilliste mit 6 Einträgen von Personen, deren Namen mit den Buchstaben „Fuz“ beginnt.

## Fuz

### Fuze
- Fuzelier, Louis († 1752), französischer Dramatiker, Librettist, Lyriker und Sänger
- Füzesy, Zoltán (* 1961), ungarischer Boxer

### Fuzi
- Füzi, Herbert, österreichischer Radrennfahrer
- Füzi, Johann (* 1958), österreichischer Fußballspieler, Fußballtrainer
- Füzi-Tóvizi, Petra (* 1999), ungarische Handballspielerin

### Fuzu

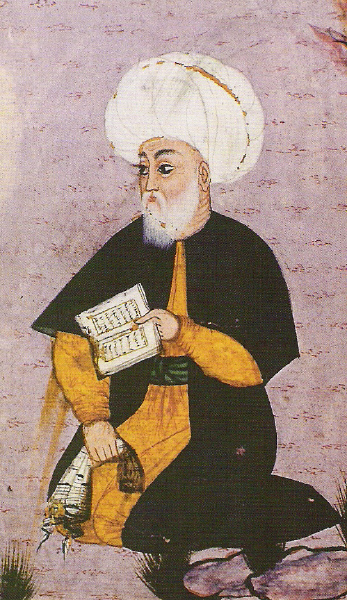
Fuzūlī († 1556)

- Fuzūlī († 1556), Diwan-DichterFuzūlī († 1556)